# Neocranaphis
Neocranaphis är ett släkte av insekter. Neocranaphis ingår i familjen långrörsbladlöss.
Kladogram enligt Catalogue of Life:
| Neocranaphis | \| \| Neocranaphis arundinariae \| \| \| \| \| \| Neocranaphis bambusicola \| \| \| \| |
|              | \| \| Neocranaphis arundinariae \| \| \| \| \| \| Neocranaphis bambusicola \| \| \| \| |
|              | Neocranaphis arundinariae                                                              |
|              |                                                                                        |
|              | Neocranaphis bambusicola                                                               |
|              |                                                                                        |